# Міст Міняйл

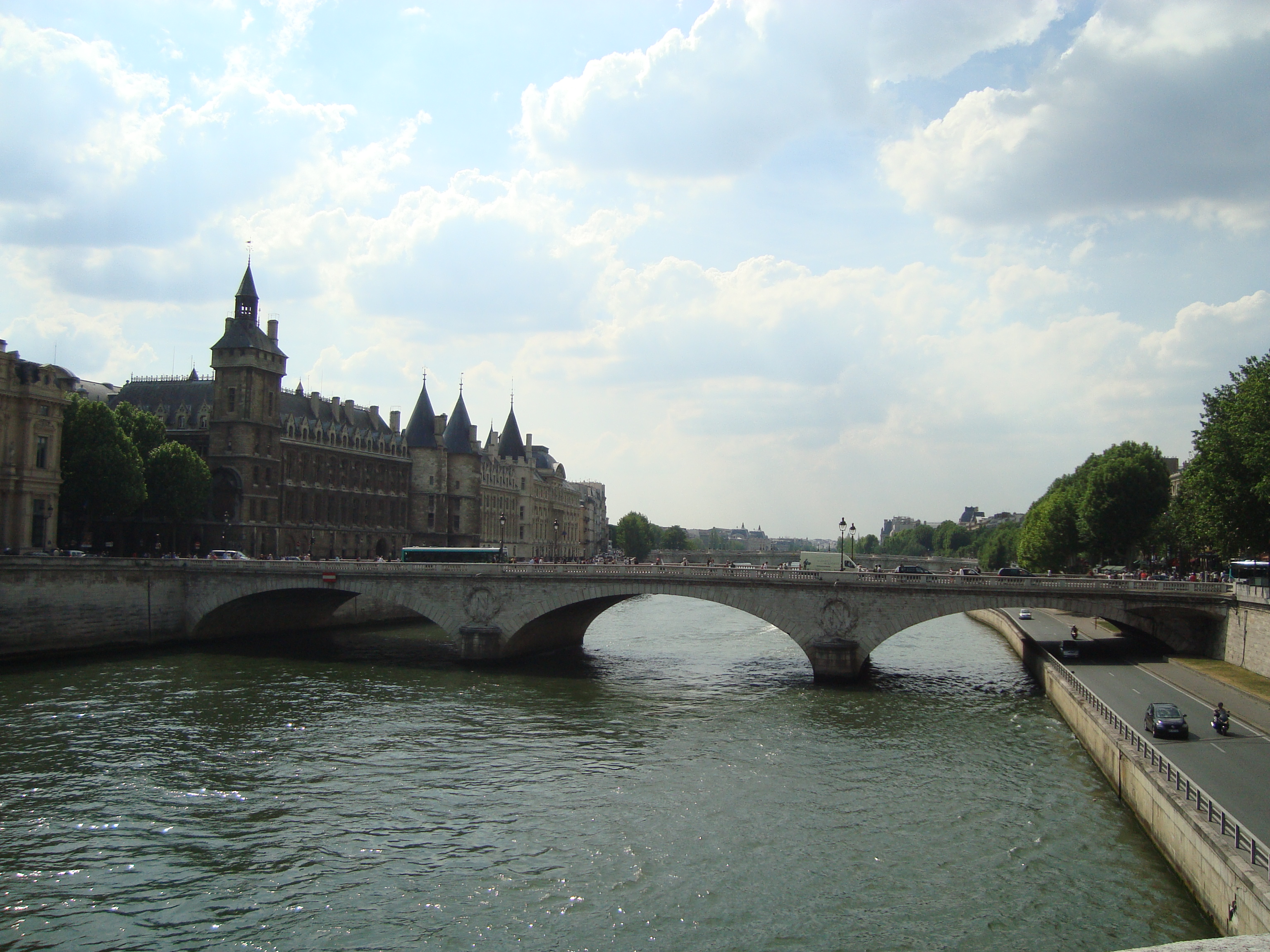
Міст Міняйл

Міст Міняйл (фр. Pont au Change) — міст у центрі Парижа через річку Сену. Знаходиться на межі 1-го і 4-го округів та з'єднує острів Сіте на рівні Палацу Правосуддя й Консьєржері з правим берегом неподалік від театру Шатле. Своє ім'я міст одержав через безліч крамниць міняйл, що раніше розташовувалися в будинках, якими був забудований міст до 1788.

## Історія

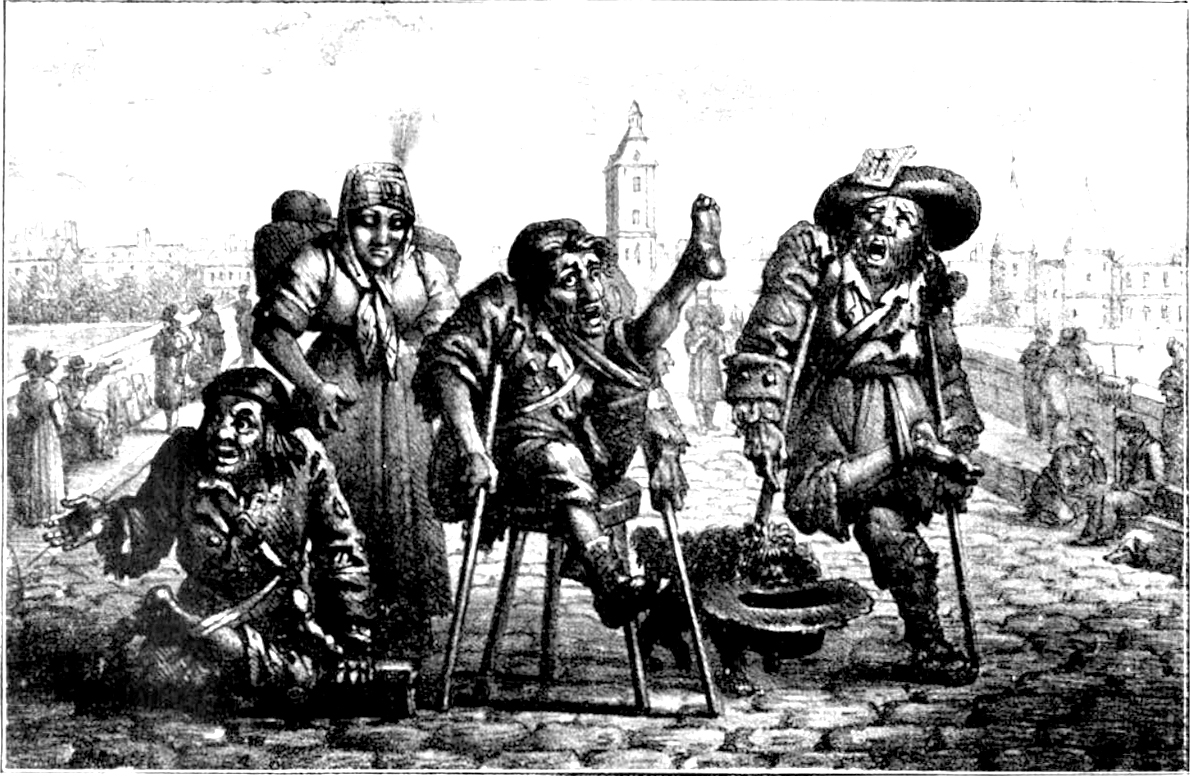
Жебраки на мосту Міняйл, 19 ст.

Перший дерев'яний міст на місці нинішнього був споруджений імовірно за короля Карла Лисого в IX столітті після припинення нападів на Париж норманів. Міст був продовженням вулиці Сен-Дені й вів безпосередньо до королівського палацу на острові Сіте, за що був названий Королівським (фр. Pont du Roy). Для захисту Сіте на правому березі в 1130 році була побудована фортеця Великий Шатле, але після спорудження міської стіни за Філіпа II Августа фортеця втратила свою оборонну функцію і до 1802 служила в'язницею. Зараз на цьому місці знаходиться площа Шатле.
Як то було прийнято в часи Середньовіччя, міст був так щільно забудований будинками, що годі було побачити річку. 140 будинків та 112 крамничок і майстерень ремісників, а також млин робили міст важливим фінансовим пунктом Парижа. На мосту відбувався грошовий і товарний обмін, звідси й походить назва мосту. Протягом наступних століть міст ще кілька разів змінював назви: Grand Pont (1273), pont à Coulons, pont aux Colombes, pont aux Meuniers, pont de la Marchandise, pont aux Marchands і pont aux Oiseaux . Міст Міняйл часто руйнувався, тож доводилося часто його ремонтувати.
Після переїзду королівського двору в Лувр дорога від палацу до Собору Нотр-Дам, куди ходила королівська свита на богослужіння, проходила по мосту Міняйл, тож було вирішено прикрасити міст скульптурами французьких королів, в тому числі молодого Людовика XIV. Сьогодні ці скульптури виставлені в Луврі.
У кінці XVIII століття з мосту було знесено всі будівлі. Сучасний вигляд міст Міняйл набув за часів Другої імперії у час перебудови міста, організованих бароном Османом.

## Короткий опис
- Довжина мосту: 103 м
- Ширина: 30 м, включаючи два тротуару шириною 6 м кожен
- Тип конструкції: арочний міст з 3 арочними прольотами довжиною 31 м [1]
- Архітектори:
- Будівництво велося з 1858 по 1860 рік
- Метро : лінії 1 , 4, 7, 11, 14 , станція Шатле